# 15072 Landolt
15072 Landolt eller 1999 BS12 är en asteroid i huvudbältet som upptäcktes den 25 januari 1999 av de båda amerikanska astronomerna Walter R. Cooney, Jr. och Patrick M. Motl vid Highland Road Park-observatoriet. Den är uppkallad efter Arlo U. Landolt.